# Perry (Utah)
Perry es una ciudad del condado de Box Elder, estado de Utah, Estados Unidos. Según el censo de 2000 la población era de 2.383 habitantes.

## Geografía
Perry se encuentra en las coordenadas 41°27′43″N 112°2′12″O / 41.46194, -112.03667.
Según la oficina del censo de Estados Unidos, la ciudad tiene una superficie total de 19,9 km². No tiene superficie cubierta de agua.
- Datos: Q482784
- Multimedia: Perry, Utah / Q482784